# Conferência de Stresa
Conferência de Stresa, foi uma reunião realizada em 14 de abril de 1935, entre representantes dos governos da Grã-Bretanha, França e Itália, na cidade italiana de Stresa, situada às margens do Lago Maggiore.

## Participantes
Participaram da Conferência:
- Pierre Laval - Ministro dos Negócios Estrangeiros da França
- Ramsay MacDonald, primeiro ministro da Grã-Bretanha
- Benito Mussolini, primeiro ministro da Itália.

## História
A Conferência foi uma resposta dos países vencedores da Primeira Guerra Mundial à manifesta disposição de Hitler de promover o rearmamento da Alemanha, ignorando as restrições impostas pelo Tratado de Versalhes.
De fato, em março de 1935, o Führer nazista proclamara sua intenção de restabelecer o recrutamento militar, restaurar a Força Aérea alemã, e ampliar o tamanho de seu exército para 36 divisões - cerca de 400 mil homens, quatro vezes o limite estabelecido pelo Tratado de Versalhes.
Na declaração final da Conferência, os representantes do três países reafirmaram os termos do Tratado de Locarno, garantiram a independência da Áustria (vetando o Anschluss desejado pela Alemanha) e se comprometeram a impedir o rearmamento alemão.
Mas esta foi a última manifestação de unidade dos vencedores da Primeira Guerra Mundial. Pouco tempo após a Conferência de Stresa, a França assinou o pacto franco-soviético sem consultar seus aliados, a Grã-Bretanha firmou um acordo naval com a Alemanha, e a Itália, após invadir a Abissínia, aliou-se à Alemanha Nazista, constituindo o Eixo Roma-Berlim (Novembro de 1936).